# Karin Fossum

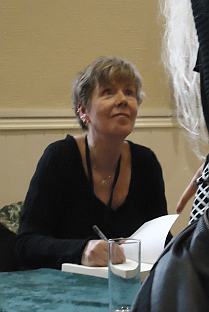
Karin Fossum, 2012

Karin Fossum, geboren als Karin Mathisen  (Sandefjord, 6 november 1954) is een Noorse schrijfster van misdaadthrillers.
Reeds als tiener begon ze met het schrijven van poëzie. Op haar twintigste verscheen er een dichtbundel van haar die goed ontvangen werd. Haar tweede bundel kreeg echter vrij veel negatieve kritiek en dit was de reden waarom ze een hele poos stopte met schrijven.  Karin Fossum heeft daarna als alleenstaande moeder vele jaren in verschillende instellingen, ziekenhuizen en homes gewerkt. Een bron van levenservaring en mensenkennis die veel van haar psychologisch inzicht verklaart.
Eva's oog, het eerste deel in de misdaadreeks rond Konrad Sejer, verscheen in 1995. Voor het tweede deel, "Kijk niet achterom" uit 1996, kreeg de schrijfster de prestigieuze Riverton-prijs en de Glazen Sleutel voor de beste Scandinavische misdaadroman. Karin Fossum heeft haar eerste boek opgedragen aan haar overleden vader die de publicatie gelukkig nog net heeft meegemaakt. In haar boeken hangt een sfeer van heimwee naar een vader. In 2015 ontving ze voor de tweede keer de Riverton-prijs, nu voor Veenbrand, de twaalfde roman over Konrad Sejer. De elfde, Carmen Zita og døden (Carmen Zita en de dood), is niet in het Nederlands vertaald. 
Haar boeken zijn vertaald in 14 talen, waaronder het Nederlands.